# Temnospondyle

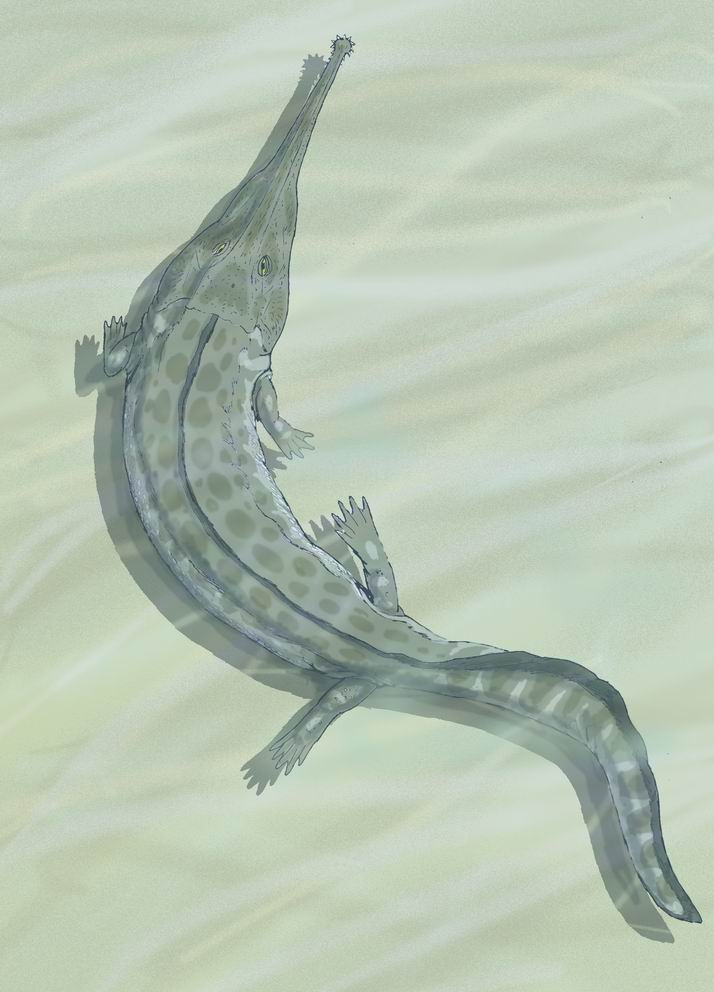
Prionosuchus

Temnospondyle (Temnospondyli – gr. „pocięte kręgi”) – rząd ważnych i bardzo zróżnicowanych płazów żyjących przede wszystkim w karbonie, permie i triasie, choć nieliczne przetrwały aż do kredy. Takson obejmował zarówno małe jak i duże rodzaje. W trakcie swej ewolucji zaadaptowały się do szerokiej gamy różnych środowisk, od wodnych przez ziemnowodne do lądowych, niektóre zamieszkiwały też morza niedaleko wybrzeży. Szczątki znaleziono na wszystkich kontynentach. Specjaliści nie zgadzają się w kwestii, czy niektóre z temnospondyli były przodkami dzisiaj żyjących płazów, czy też cała grupa wymarła, nie pozostawiając żadnych potomków. Kończyny przednie miały 4 palce, tylne – 5 palców.

## Ewolucja

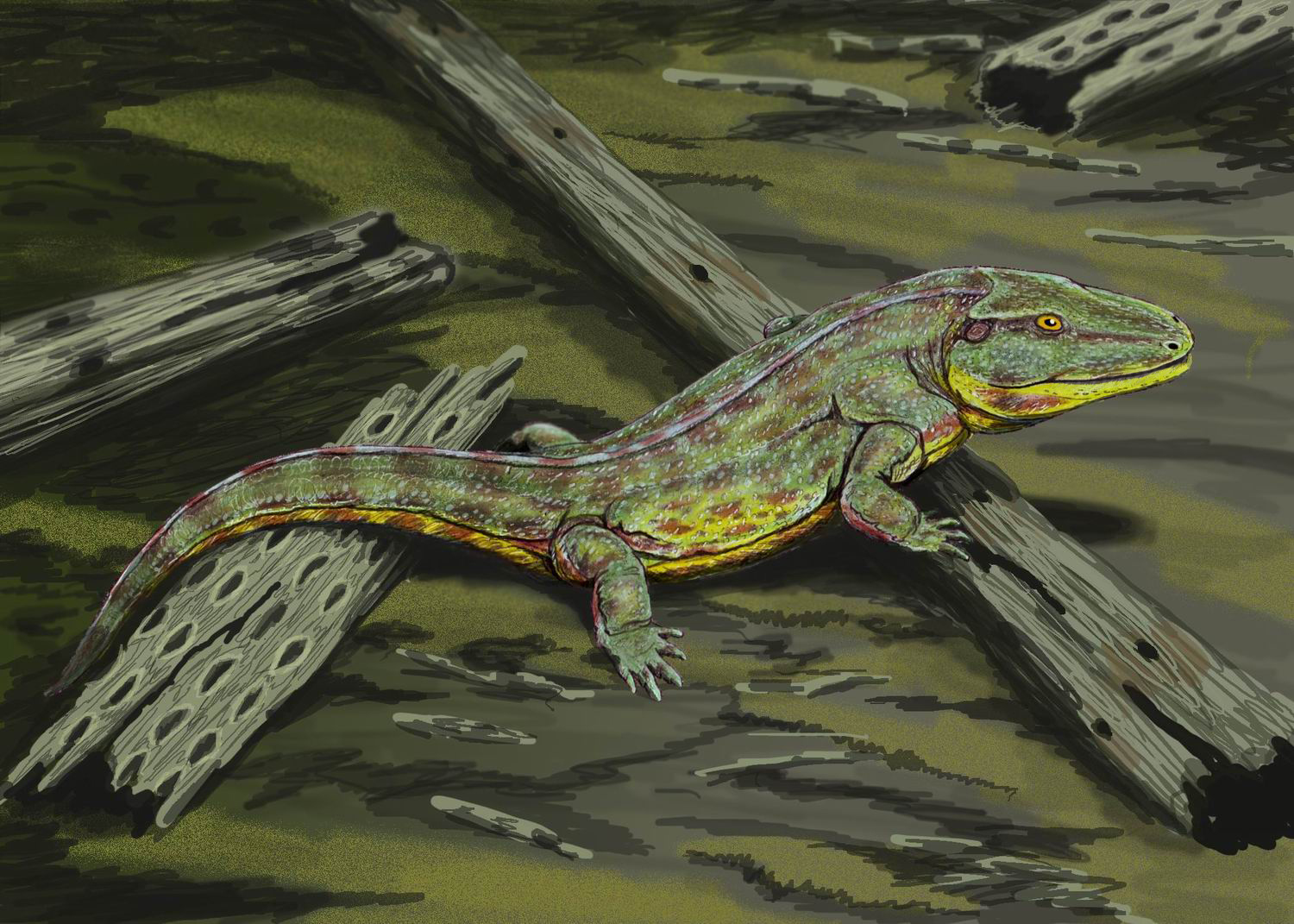
Capetus, bazalny temnospondyl

W karbonie temnospondyle obejmowały prymitywne średniej wielkości (Dendrerpeton) i duże ziemnowodne (Cochleosaurus osiągający 1,5 metra długości) formy. Inne, bardziej zaawansowane, przypominały traszki czy salamandry (Limnerpeton). Jedna z grup (rodzaj Branchiosaurus i jego krewni) zachowała zewnętrzne skrzela, jak dzisiejszy aksolotl („wodny potwór”). W późnym karbonie i wczesnym permie kilka grup wytworzyło silne, potężne kończyny i kręgi, dostosowując się do życia na lądzie (Cacops). Powstały też prowadzące półwodny tryb życia drapieżniki o ciężkim ciele (Trematops, Eryops). Jeszcze inne wykształciły długie pyski i zadziwiające podobieństwo do krokodyli (Archegosaurus). Brakowało im tylko ochraniającej skóry. Do tej właśnie grupy należy największy znany płaz, mierzący 9 m długości brazylijski Prionosuchus.
W późnym permie spadek wilgotności i rozwój gadów skutkowały końcem lądowych temnospondyli, ale częściowo lub całkowicie wodne formy przetrwały (jak duży archegozauryd Melosaurus ze wschodniej Europy).
Ponieważ płazy te żyły i różnicowały się w jeziorach i rzekach późnego permu, duża liczba ich grup wtórnie przystosowała się do takiego środowiska. Kręgi stały się słabsze, kończyny zmalały, zmieniając się w kierunku narządów szczątkowych, ciężka czaszka zaś stała się duża i płaska, oczy zaś skierowały się do góry (grupa Stereospondyli i pokrewne). W okresie triasowym zwierzęta te dominowały w ekosystemach z bieżącą wodą, ewoluując w kierunku małych i dużych form. Podczas wczesnego triasu jedna z grup, żywiące się rybami trematozaury o długim pysku, zaadapatowały się nawet do życia w morzu, jako jedyne płazy (z wyjątkiem jednej dzisiejszej żaby Fejervarya cancrivora). Capitosauroidea to nie tylko zwierzęta średniej wielkości, ale też wiele dużych gatunków, mierzących od 2,3 do 4 m długości lub więcej (Paracyclotosaurus, Cyclotosaurus). Posiadały one pokaźne i nadzwyczajnie płaskie czaszki, u największych z nich mierzące ponad metr (Mastodonsaurus). Wydaje się, że stworzenia te zamieszkiwały dna rzek, spędzając większość albo cale swe życie w wodzie i polując poprzez nagłe otwarcie górnej szczęki i pochłonięcie nieostrożnej ryby lub czworonoga, który nie miał szczęścia przepływać koło niego. W późnym triasie (karnik) powierzchownie bardzo przypominały je Metoposauridae, osiągające 1,5 m długości, a różniące się od poprzednich innym ustawieniem oczodołów, a także szerokogłowe plagiozaury osiągające około 1 m, mające skrzela zewnętrzne.
Na przełomie triasu i jury (wymieranie triasowe) wielkie temnospondyle wyginęły. Przetrwały jedynie 2 rodziny z Gondwany: Brachyopidae i Chigutisauridae. Interesujące jest, że w okresie jurajskim znów osiągnęły one duże rozmiary (te pierwsze zamieszkiwały dzisiejsze Chiny, drugie natomiast Gondwanę).
Najpóźniejszym znanym temnospondylem jest wielki kulazuch z rodziny Chigutisauridae, zamieszkujący Australię we wczesnej kredzie. Wydaje się, że zwierzęta te przetrwały w dolinach ryftowych, zbyt zimnych dla krokodyli, koegzystujących z dinozaurami. Osiągając 5 m długości był jednym z największych, i ostatnim przedstawicielem całej grupy.

## Systematyka

### 2 rodzaje kręgów
Pierwotna klasyfikacja temnospondyli opiera się na strukturze ich kręgów. Formy wcześniejsze o skomplikowanej budowie kręgów z mnóstwem oddzielnych elementów nazwano "Rachitomi". Duże triasowe zwierzęta o prostszych i lżejszej budowy kręgach nazwano zaś "Stereospondyli". Klady te uznano za podrzędy w rzędzie temnospondyli.
Nowsze badania pokazują jednak, że ten system nie rokuje powodzenia. Bazalne cechy Rachitomi to prymitywne cechy płazów i czworonogów w ogóle. Właściwe Streptospondyli wydają się powstać z jakichś innych przodków. Niektóre Streptospondyli posiadały rachitomiczne, pośrednie i streptospondyliczne kręgi w różnych częściach kręgosłupa u tych samych osobników. Niektóre taksony charakteryzuje pośrednia morfologia, nie pasują do żadnej z obu grup. Niektóre badania jednak po usunięciu z nich kilku taksonów pozwalają na dalsze wyróżnianie grupy Streptospondyli jako kladu.

### Obecna taksonomia
Gromada: płazy
- Rząd: temnospondyle
  - Capetus
  - Saharastega
  - Nigerpeton
  - Rodzina: Dendrerpetontidae
  - Nadrodzina: Edopoidea

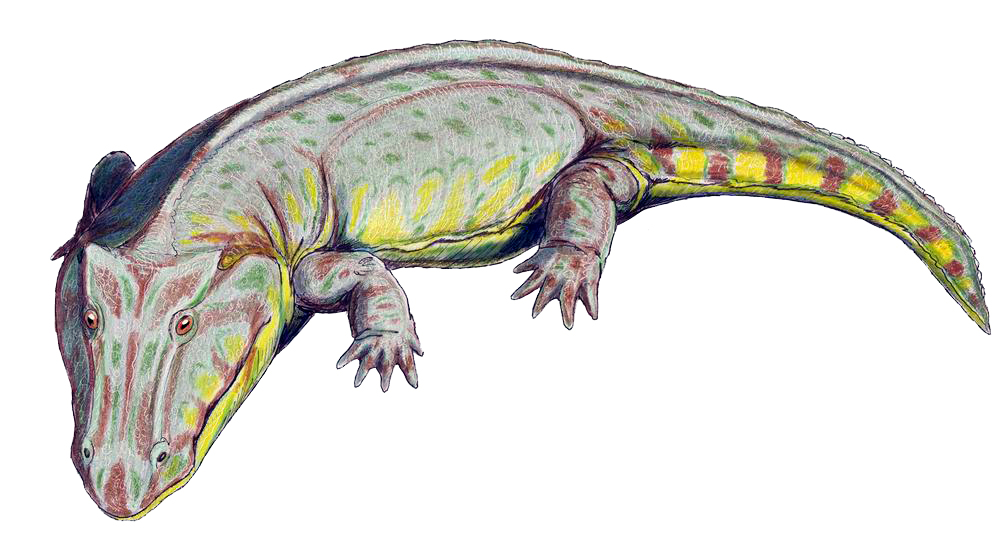
Edops, bazalny edopoid

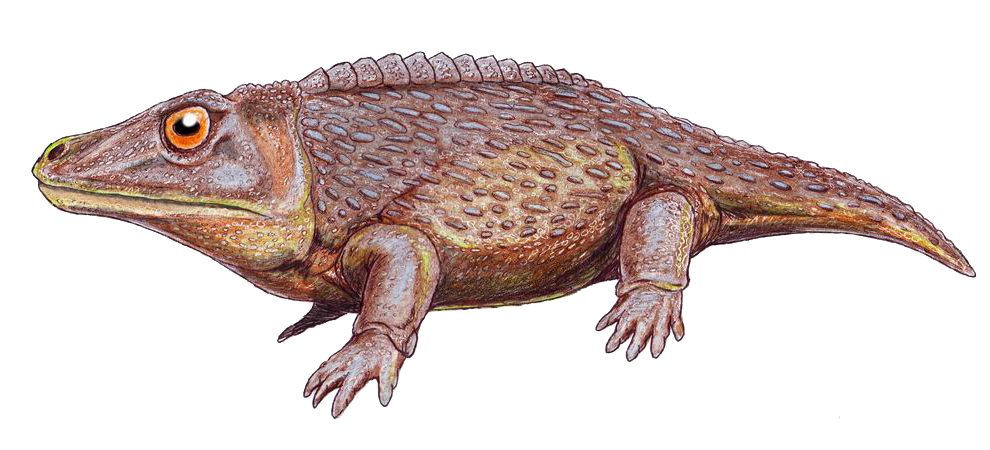
Zygosaurus, przedstawiciel Dissorophidae

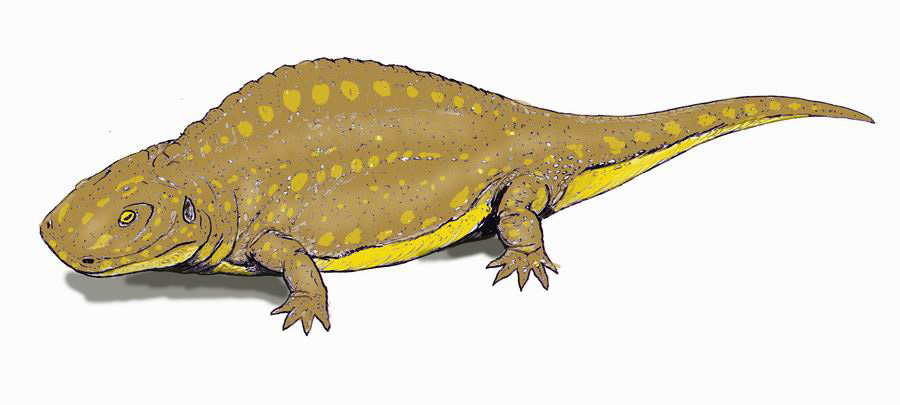
Sclerothorax, bazalny limnarchian

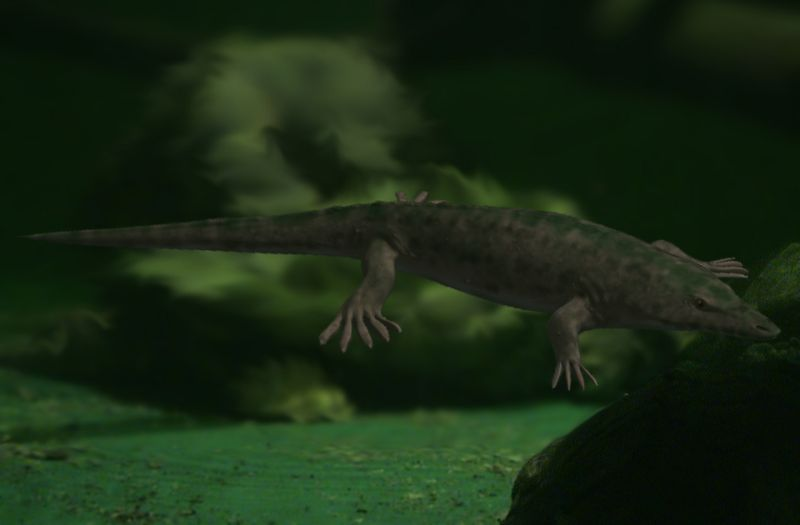
Archegosaurus, archegozauryd

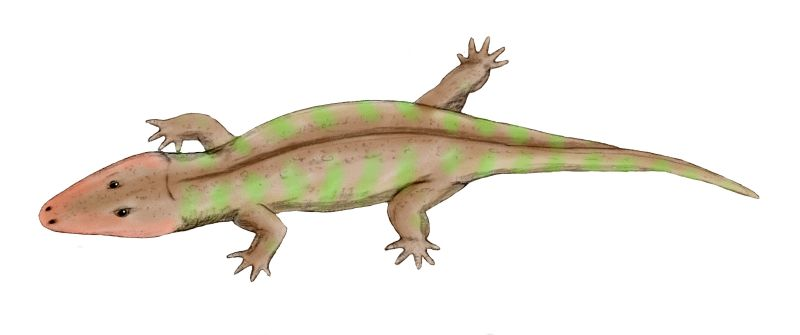
Rhinesuchus, rinezuchid

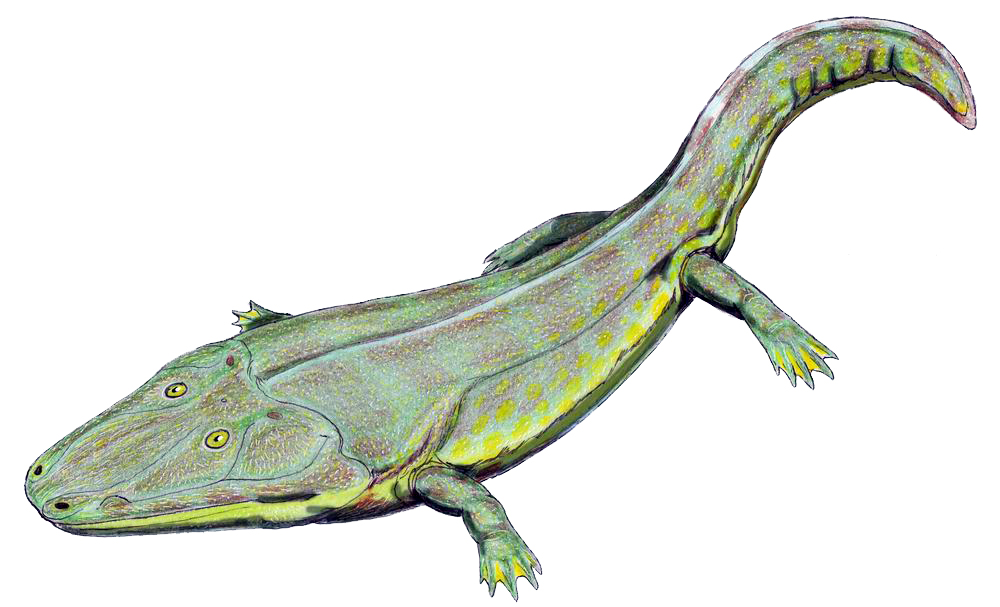
Cyclotosaurus, mastodonzauryd

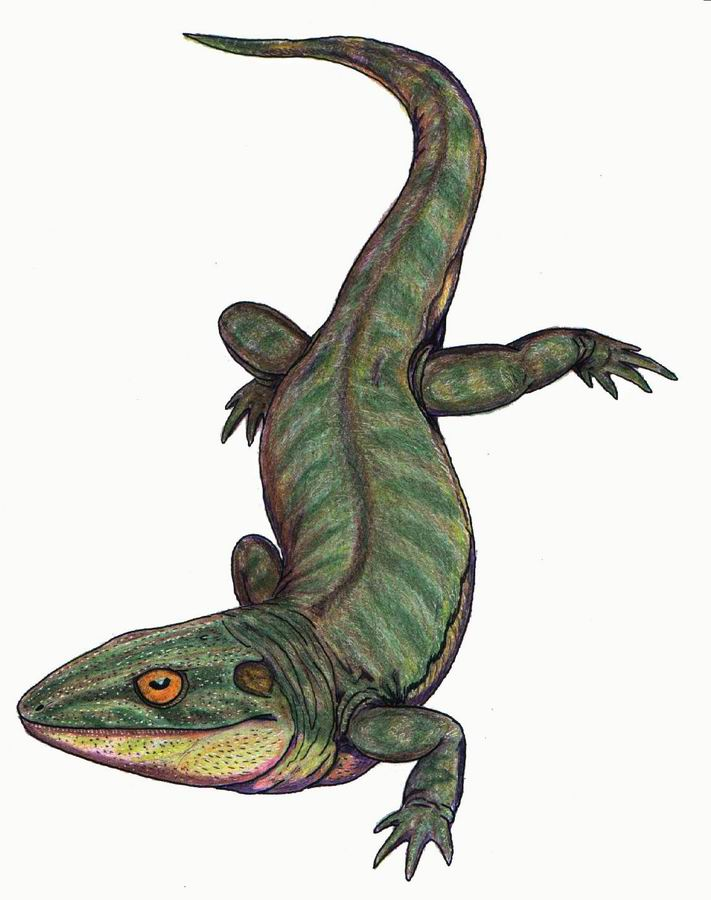
Dendrerpeton

    - Rodzina: Cochleosauridae (Chenoprosopidae)
    - Rodzina: Edopidae

  - Podrząd: Euskelia
    - Nadrodzina: Dissorophoidea
    - Nadrodzina: Eryopoidea

  - Klad: Limnarchia
    - Rodzina: Chigutisauridae
    - Rodzina: Sclerothoracidae
    - Nadrodzina: Archegosauroidea
      - Rodzina: Actinodontidae
      - Rodzina: Archegosauridae
      - Rodzina: Intasuchidae

    - Podrząd: Dvinosauria
      - Rodzina: Dvinosauridae
      - Rodzina: Eobrachyopidae
      - Rodzina: Trimerorhachidae
      - Rodzina: Tupilakosauridae

    - Podrząd: Stereospondyli
      - Rodzina: Lapillopsidae
      - Rodzina: Lydekkerinidae
      - Rodzina: Peltobatrachidae
      - Rodzina: Rhinesuchidae
      - Nadrodzina: Mastodonsauroidea
      - Infrarząd: Trematosauria
        - Nadrodzina: Brachyopoidea
        - Nadrodzina: Metoposauroidea
        - Nadrodzina: Plagiosauroidea
        - Nadrodzina: Rhytidosteidae
        - Nadrodzina: Trematosauroidea

### Alternatywna taksonomia
Systematyka według BioLib
- Gromada: Amphibia
  - Podgromada: Labyrinthodontia †
    - Rząd: Temnospondyli
      - Nadrodzina: Colosteoidea
      - Nadrodzina: Trimerorhachoidea
      - Nadrodzina: Edopoidea
      - Nadrodzina: Eryopoidea
      - Nadrodzina: Rhinesuchoidea
      - Nadrodzina: Capitosauroidea
      - Nadrodzina: Rhytidosteoidea
      - Nadrodzina: Trematosauroidea
      - Nadrodzina: Brachyopoidea
      - Nadrodzina: Metoposauroidea
      - Nadrodzina: Almasauroidea
      - Nadrodzina: Plagiosauroidea
      - Rodzaj: Balanerpeton
      - incertae sedis
        - Rodzina: Caerorhachidae
        - Rodzina: Dendrerpetontidae

### Filogeneza
```
------
Temnospondyli

              |
              +-----
Saharastega
, 
Edopoidea

              |
              +-----
Capetus

(inne języki)

              |
              +-----
Dendrerpetontidae

              |
              +-----
Euskelia

              |
           
Limnarchia
-----
Dvinosauria

                |
           
Stereospondylomorpha
-----
Sclerothorax
, 
Archegosauroidea
, 
Stereospondyli
```